# Лексель Андрій Іванович

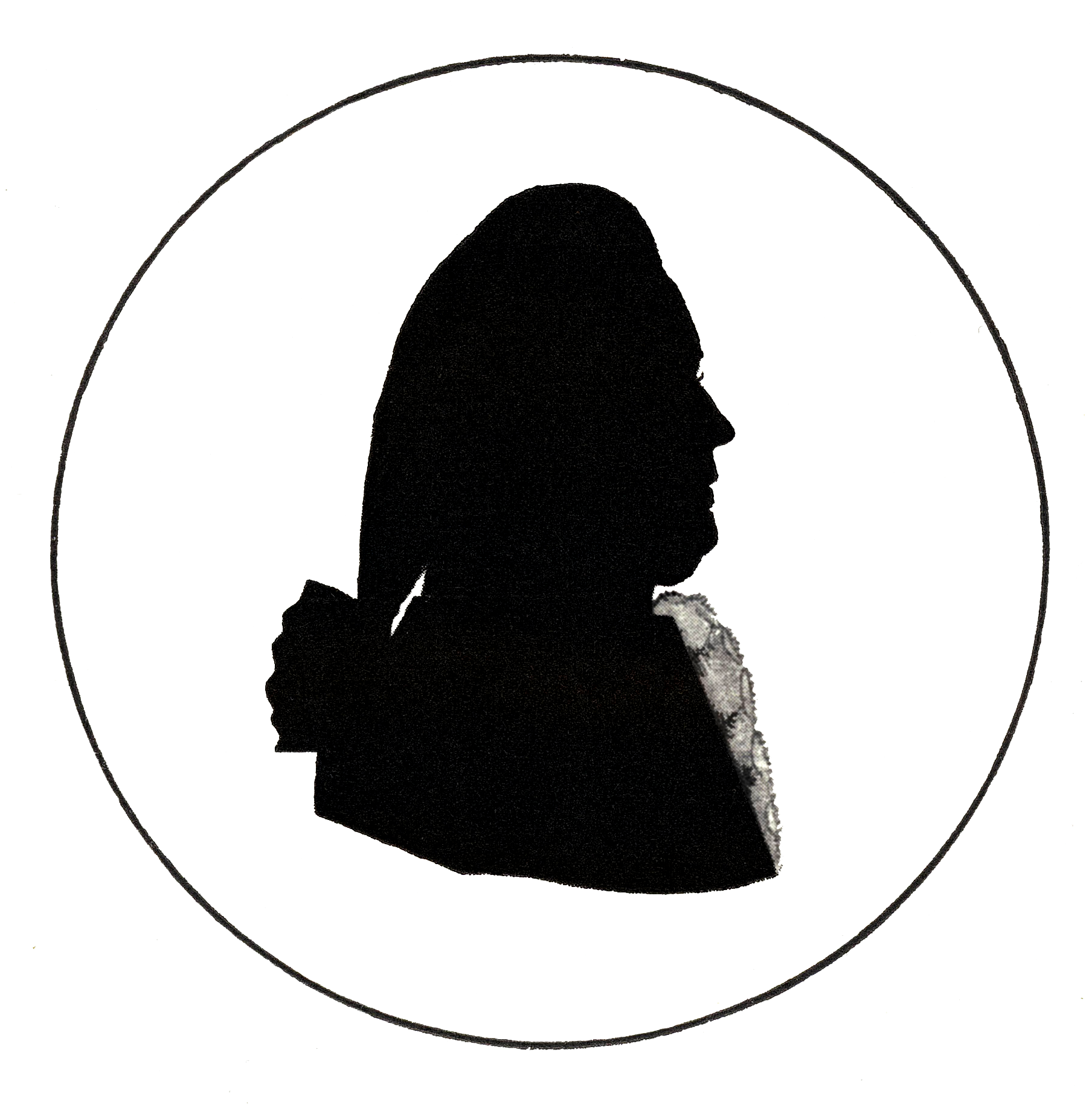

Лексель Андрій Іванович (швед. Anders Johan Lexell; 24 грудня 1740 - 11 грудня 1784) — шведсько-російський астроном, математик і фізик, академік Петербурзької АН (1771).
Народився у місті Або (нині Турку, Фінляндія). У 1768 переїхав до Петербурга, де працював під керівництвом Леонарда Ейлера.
У 1778 опублікував дослідження, в якому вперше встановив періодичний характер (період 5,6 роки) орбіти яскравої комети 1770 I, відкритої Шарлем Мессьє. Комета 1770 I увійшла в історію астрономії під назвою комети Лекселя. З’ясував також, що комети під впливом збурень від Юпітера можуть змінювати свої орбіти з еліптичних на параболічні і назад. Встановив, що відкритий в 1781 В.Гершелем новий небесний об'єкт — не комета, як припускав той, а планета (Уран). Досліджуючи неправильності в її русі, прийшов до висновку про існування ще віддаленішої планети.
На його честь названо астероїд 2004 Лексель.